# Иван Кюлев
Иван Благоев Кюлев е български учител и фолклорист, деец на Българското възраждане в Македония и Тракия.

## Биография
Кюлев е роден на 18 февруари 1872 година в разложкото село Обидим, Османската империя, днес България. Учи в Обидим, Сяр и Солун. В 1892 – 1893 година преподава в родното си село. В 1896 година завършва Духовното педагогическо училище в Самоков. В 1900 година завършва Казанската духовна академия, а в 1902 година – Казанската консерватория в Русия със стипендия на Българската екзархия.
Завръща се в Османската империя и преподава в българска мъжка и е директор от 1903 до 1912 година на българската девическа гимназия в Одрин. Многократно задържан от властите. Ученикът му от Одринската гимназия Дамян Калфов пише за него:
| „ | Иван Кюлев, родом от Неврокопско, мургавичък, с поизпъкнали скули на лицето и с живи черни очи, малко по китайски на верев. И той беше по образование богослов, но имаше и добра подготовка по музика и ръководеше църковен хор. Той щеше да се сгодява за най-младата и най-хубавата учителка от девическата гимназия – Цветанка Греченлиева, сестра на известния столичен електроинженер Иван Греченлиев, също възпитаник на българската гичназия „Д-р Петър Берон“. Но в навечерието на официалния годеж се случи нещо страшно. В девическия пансион, дето и живееше Греченлиева, както си миела косите, подпалва ѝ се роклята по някакъв тайнствен начин от горящия зад нея примус, пламва цяла и изгаря жива като истинска мъченица. | “ |

След Балканските войни Иван Кюлев става учител в мъжката гимназия в Пазарджик от 1913 до 1915 година. Връща се в Османската империя като инспектор на българските прогимназии и начални училища в Цариград от 1915 до 1921 година. В 1921 година работи за кратко в София като инспектор в Министерството на народната просвета. На следната 1922 година се връща в Османската империя като организатор на българските училища в Одрин, а от 1923 до 1930 година е директор на Педагогическата гимназия в Неврокоп.
Към 1925 година е председател на Неврокопското македонско благотворително братство.
Делегет е и е член на комисия на Дванадесетия конгрес на Илинденската организация от август 1942 година в Битоля.
Кюлев записва народни песни и мелодии от Неврокопско, Разложко, Светиврачко, Драмско и Сярско и в 1916 година издава в Цариград сборника „Български народни песни за смесен хор“. В 1977 година посмъртно е издаден сборникът му „Народни песни от Неврокопско“.